# カート・ヴォネガット
カート・ヴォネガット（Kurt Vonnegut、1922年11月11日 - 2007年4月11日）は、アメリカの小説家、エッセイスト、劇作家。1976年の作品『スラップスティック』より以前の作品はカート・ヴォネガット・ジュニア（Kurt Vonnegut Jr.）の名で出版されていた。
人類に対する絶望と皮肉と愛情を、シニカルかつユーモラスな筆致で描き人気を博した。現代アメリカ文学を代表する作家の一人とみなされている。代表作には『タイタンの妖女』、『猫のゆりかご』（1963年）、『スローターハウス5』（1969年）、『チャンピオンたちの朝食』（1973年）などがある。ヒューマニストとして知られており、アメリカヒューマニスト協会の名誉会長も務めたことがある。20世紀アメリカ人作家の中で最も広く影響を与えた人物とされている。

## 生涯

### 前半生
ヴォネガットは1922年にインディアナ州インディアナポリスでドイツ系移民の家庭に生まれた。彼の誕生日は第一次世界大戦の3年目の休戦記念日である。ヴォネガットはこのことを誇りとしており、後に祭日の名称が「復員軍人の日」に変更されたことについて『チャンピオンたちの朝食』の中で批判的に取り上げている。父カート・ヴォネガット・シニアと祖父は共にMIT出身で、Vonnegut & Bohn というインディアナポリスの建設会社で建築士を務めていた。曽祖父は Vonnegut Hardware Company という会社を起業した人物である。
1940年にコーネル大学に入学し生化学を学ぶ一方で学内紙の『コーネル・デイリー・サン』の副編集長も務めた。コーネル大学では父と同じフラタニティである Delta Upsilon に属していた。コーネル大学在学中にアメリカ陸軍に徴募される。陸軍はヴォネガットをカーネギー工科大学とテネシー大学に転校させ、機械工学を学ばせた。1944年の母の日に母のエディスが睡眠薬を過剰摂取し自殺した。生活の困窮や息子のドイツ戦線配属を苦にしたものとされている。

### 第二次世界大戦

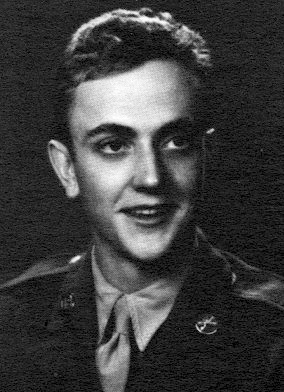
1940年代初頭、アメリカ陸軍の肖像

カート・ヴォネガットが兵士および捕虜として戦争で経験したことは、後の作品に深い影響を与えている。1944年、アメリカ合衆国第106歩兵師団第423普通科連隊の兵卒として第二次世界大戦の欧州戦線に参加し、バルジの戦いでコートニー・ホッジス率いる第1軍から第106歩兵師団が分断され取り残された12月19日に捕虜となった。「味方のアメリカ軍とははぐれてしまった。我々はその場で戦うことを余儀なくされた。しかし銃剣は戦車には太刀打ちできない……」ドレスデンに連れて行かれたヴォネガットは、ドイツ語が少しできるということで捕虜のリーダーの1人に選ばれた。ドイツ軍守衛に「…ロシア軍がやってきたら、やってやろうと思っていること…」を話したことで打ち据えられ、リーダーの地位も剥奪された。捕虜として1945年2月の同盟軍（英米の空爆部隊）によるドレスデン爆撃を経験した。芸術品と謳われたドレスデン市街は壊滅した。
ヴォネガットを含むアメリカ人捕虜の一団は、ドイツ軍が急ごしらえの捕虜収容所に使用した屠畜場の地下の肉貯蔵室で爆撃を生き延びた。ドイツ人はその建物を Schlachthof Fünf（スローターハウス5、第5屠畜場）と呼んでいたため、捕虜たちが収容所をその名で呼ぶようになっていた。ヴォネガットはその爆撃の結果を「完全な破壊」であり「計りがたい大虐殺」だと言っている。この経験が有名な長編『スローターハウス5』に反映されており、少なくとも他の6冊の本の主要なテーマとなっている。『スローターハウス5』で彼はドレスデン市街の残骸を月面に似ていたと回想し、ドイツ市民の生き残りが捕虜たちをののしり石を投げる中で、死体をまとめて埋葬するために集める仕事をさせられたことを記している。ヴォネガットはさらに「結局、埋葬するには死体が多すぎた。ドイツ軍は火炎放射器を持った部隊を送り込み、ドイツ市民の死体を全て灰になるまで燃やした」と記している。
1945年5月、ヴォネガットはザクセン州とチェコスロバキアの境界線で赤軍によって送還された。アメリカに戻るとパープルハート章を授与された。これについて彼は「滑稽なほど取るに足りない損傷」についての勲章だとしていたが、後に『タイムクエイク』の中で捕虜時代の凍傷に対して授与されたものだと明かしている。

### 戦後
1945年に除隊すると幼馴染のジェーン・マリー・コックスと結婚。ヴォネガットはシカゴ大学大学院で人類学を学び、同時に City News Bureau of Chicago で働いた。これは当時5紙あったシカゴの地方紙に記事を提供する遊軍のようなものだった。
修士論文のテーマは創作物を縦軸に幸運不運、横軸に時間を取ったグラフで表すことで分類するというもので、「学術的でない」という理由で大学側に拒絶されたという。『バゴンボの嗅ぎタバコ入れ』では「キュビスム画家と19世紀末ネイティブ・アメリカン暴動のリーダーたちとの類似点を論じるもの」と記している。後に行った講演では、グラフ化が可能であるためコンピュータにより創作が可能になるという発言もしている。現代では感情曲線と呼ばれ創作者のガイドとなっている。後に行われたビッグデータの解析により6パターンに分類できることが判明している。
1947年、彼はシカゴからニューヨーク州スケネクタディに移り、ゼネラル・エレクトリックの広報で働くようになった（兄が開発部門で働いていた）。そのころヴォネガットはスケネクタディとは川を挟んだ対岸の町に住み、数年間はボランティアの消防団員として熱心に活動した。当時彼が住んでいたアパートには、今も彼が小説を書くのに使っていた机があり、彼が自分で名前を彫った跡が残っている。そこで『スローターハウス5』を書き始めたと言われている。なお、シカゴ大学は後に小説『猫のゆりかご』の人類学的記述をヴォネガットの論文として受理し、1971年に修士号を授与した。
1950年に作家デビューを果たし、広告業などの職業に就きながら作品を発表してゆく。1951年にマサチューセッツ州ケープコッドに居を移し、サーブのアメリカ初の販売店の店長をつとめた。1952年には初の長編となる『プレイヤー・ピアノ』が刊行。
1950年代中ごろ、ヴォネガットは短期間だけスポーツ・イラストレイテッド誌編集部で働き、柵を飛び越えて逃走しようとした競走馬についての記事を書くよう指示された。午前中ずっとタイプライタに挟まった真っ白な紙を見つめた後、彼は「馬はいまいましいフェンスを飛び越えた」とだけタイプし、編集部を去った。作家として評価されず、執筆をやめてしまおうとする寸前の1965年、ヴォネガットはアイオワ大学の Writers' Workshop での講師の職を得た。彼の講義を受講した学生の中にはジョン・アーヴィング、レナード・シュレイダーなどがいた。講師をつとめている間に『猫のゆりかご』がベストセラーとなり、20世紀アメリカ文学の最高傑作の1つとされている『スローターハウス5』を完成させた。反体制の若者たちの間で熱狂的に支持されるようになると、1966年には絶版となっていた全作品がペーパーバックで再版された。『スローターハウス5』はタイム誌や Modern Library のベスト100に選ばれている。
2007年4月11日にニューヨークにて死去。

## 私生活
当初、作者名として本名の「カート・ヴォネガット・ジュニア」を使っていたが、1976年の『スラップスティック』から「ジュニア」をとって単に「カート・ヴォネガット」とするようになった。（1957年に父カート・ヴォネガット・シニアが亡くなり、本名にジュニアを付ける必要は無くなっていた。）兄のバーナード・ヴォネガットは気象学者でヨウ化銀を用いた人工降雨法を開発したほか、1997年度のイグノーベル賞を受賞している。
第二次世界大戦から戻った直後に幼馴染のジェーン・マリー・コックスと結婚した。プロポーズのいきさつは何度か短編に書いている。1970年に別居したが、正式に離婚したのは1979年のことである。マハリシ・マヘッシ・ヨギに傾倒していた妻と確信的無神論者であるヴォネガットの間の宗教上の不一致が原因とされている。ただし、別居直後に後に結婚することになる写真家・児童文学者のジル・クレメンツと同棲し始めた。クレメンツとの結婚は、前妻との離婚が成立して後のことである。
彼の7人の子供のうち、3人はジェーン・マリーとの子で、癌で早世した姉の3人の子を養子にし、さらにクレメンツの連れ子1人を養子とした。そのうちヴォネガットの唯一の実子の男子であるマーク・ヴォネガットは小児科医となった。マークは自身が1960年代に経験した統合失調症からの回復の記録である『エデン特急―ヒッピーと狂気の記録』を記した。マークの名はヴォネガットがアメリカの聖人だと考えていたマーク・トウェインからとった。
娘のエディスの名はヴォネガットの母からとったもので、彼女は後に画家になった。その妹のナネットの名はヴォネガットの父方の祖母の名をとったもので、彼女は Scott Prior という画家と結婚し、何度かモデルを務めている。
姉の子3人を引き取ったのは、姉の夫が1958年9月に列車事故で亡くなり、姉自身もその2日後に癌で亡くなったためである。その経緯は『スラップスティック』に描かれている。
1999年11月11日、小惑星 25399 Vonnegut にヴォネガットの名がつけられた。
2001年1月31日、自宅の一部が火事になり、ヴォネガットは煙を吸い込んで一時危険な状態となり、4日間入院した。命に別状はなかったが、蔵書が失われた。退院後はマサチューセッツ州ノーザンプトンで療養した。
ヴォネガットはフィルターのないポールモールを好んで吸っていた。これについて自ら「高級な自殺方法」だと語っていた。
2007年、マンハッタンの自宅の階段で転倒して脳に損傷を負い、その数週間後の4月11日に死去。

## 作家としての経歴
1950年に短編「バーンハウス効果に関する報告書」でSF作家としてデビューした。処女長編はディストピア小説『プレイヤー・ピアノ』(1952) で、人間の労働者が機械に置き換えられていく様を描いている。その後短編を書き続け、1959年に第2長編『タイタンの妖女』を出版。1960年代には徐々に作風が変化していった。『猫のゆりかご』は比較的普通の構造だが、半ば自伝的な『スローターハウス5』ではタイムトラベルをプロット構築の道具として実験的手法を採用している。この作品から『チャンピオンたちの朝食』以降の後期作に受け継がれていく特徴的なスタイル（架空の人物の自伝的形態を採る、まえがきを持つ、イラストの多用、印象的な挿話を連ねる）が全面的に展開された。
ベストセラーとなった『チャンピオンたちの朝食』(1973) では作者本人が「デウス・エクス・マキナ」として登場する。また、ヴォネガット作品に繰り返し登場する人物たちも出てくる。特にSF作家キルゴア・トラウトが主役級で登場し、他の登場人物たちとやりとりする。
ヴォネガットの作品には慈善家エリオット・ローズウォーター、ナチ宣伝員ハワード・W・キャンベル・ジュニア、ラムファード一族、トラルファマドール星人などの架空の固有名が複数の作品にまたがって登場する。
なかでもスタージョンをモデルに造形されたといわれるSF作家キルゴア・トラウトはカート自身の分身とも言われ『ローズウォーターさん、あなたに神のお恵みを』で初登場して以来、長編ではおなじみの人物であり『タイムクエイク』では主役として活躍する。『モンキーハウスへようこそ』以降、短編を著していないヴォネガットがトラウトの小説のあらすじという形で短編用のアイデアを披露している。ヴォネガットはキルゴア・トラウトの名を借りて個人的意見を作品内で表明することが多い。
また、SF作家フィリップ・ホセ・ファーマーはキルゴア・トラウト名義で『貝殻の上のヴィーナス』（Venus on the Half-Shell 1975年）を発表し話題となった。発表当時、これをヴォネガットの作品と誤解する読者が多く、後に作者が明らかにされるとヴォネガットは不快感を表明した（ヴォネガットはファーマーに執筆の許可を与えていたのだが、予想を超えた騒ぎに怒りを表明し、さらなる「トラウト作品」の刊行を拒否した）。
ヴォネガットは1984年に自殺未遂しており、後にいくつかのエッセイでそのことについて書いている。
登場人物以外にも頻繁に登場するテーマまたはアイデアがある。例えば『猫のゆりかご』の「アイス・ナイン」である。
ヴォネガット本人は「SF作家」とレッテル付けされるのを嫌ったが、一方で「現代の作家が、科学技術に無知であることはおかしい」と主張しほとんどの作品でSF的なアイデアが使用されている。それでもSFというジャンルの壁を越えて幅広く読まれたのは、単に反権威主義的だったからだけではない。例えば短編「ハリスン・バージロン」は、平等主義のような精神が行過ぎた権力と結びついたとき、どれほど恐ろしい抑圧を生むかを鮮やかに描いて見せている。
1997年の『タイムクエイク』出版に際して、ヴォネガットは同書が最後の小説になると発表し、以降はエッセイやイラストの発表、講演等を中心に活動した。2005年にはエッセイをまとめた『国のない男』を出版し、文筆業そのものからの引退を表明した。
死の直後に出版されたエッセイ集『追憶のハルマゲドン』には、未発表の短編小説や第二次世界大戦中に家族宛てに書いた手紙などが含まれている。またヴォネガット本人の描いた絵や死の直前に書いたスピーチ原稿も含まれている。序文は息子のマーク・ヴォネガットが書いている。
ヴォネガットはハーバード大学で英文学の講師をつとめたことがあり、ニューヨーク市立大学シティカレッジでも一時期教授をつとめていた。

## 日本での受容
日本においては1960年代後半から浅倉久志、伊藤典夫等によって精力的に紹介されていた。1980年代になり日本でも主要な作品の多くが和田誠のカバーイラストと共にハヤカワ文庫SF（早川書房）より刊行された。
1984年には国際ペン大会にロブ=グリエ、巴金等と共にゲストとして来日し大江健三郎とも会談している。
ヴォネガットから影響を受けた日本人作家としては、第一作の『風の歌を聴け』でヴォネガットのスタイルを模写した村上春樹や高橋源一郎、橋本治等がいる。爆笑問題の太田光は熱心なファンとして知られ彼らが設立した所属事務所「タイタン」の名称は『タイタンの妖女』と「太田」の別読みをかけて付けられたものである。

## 政治姿勢
ヴォネガットは初期の社会主義労働者リーダーに強く影響を受けており、特にインディアナ州の Powers Hapgood とユージン・V・デブスは作品内でも頻繁に言及している。登場人物にもデブスの名をつけたり（『ホーカス・ポーカス』や『デッドアイ・ディック』）、ロシアのレフ・トロツキーの名をつけたり（『ガラパゴス』）している。ヴォネガットはアメリカ自由人権協会の会員でもあった。
ヴォネガットは倫理問題や政治問題を扱うことが多かったが、具体的な政治家について言及するようになったのは小説執筆から引退してからのことである。『ジェイルバード』の主人公ウォルター・スターバックが囚人となったのはリチャード・ニクソンのウォーターゲート事件が原因だが、物語の中心はそこではない。God Bless You, Dr. Kevorkian では、論争の的となった自殺幇助者ジャック・ケヴォーキアンに言及している。
In These Times 誌のコラムでは、ブッシュ政権とイラク戦争について痛烈な批判を展開した。「我々のリーダーが権力におぼれたチンパンジーだと言ったら、私は中東で戦い死んでいっている兵士たちの士気を台無しにすることになるだろうか？」とヴォネガットは書いている。「彼らの士気は多数の死体と共にすでにばらばらになっている。彼らはまるで金持ちの子がクリスマスに与えられたおもちゃのように扱われており、それは私が兵士だったときとは全く異なる」In These Times ではヴォネガットの言葉として「ヒトラーとブッシュの唯一の違いは、ヒトラーが選挙で選ばれたという点だ」と引用している。2003年のインタビューでヴォネガットは「わが国のためには、火星人やボディスナッチャーに侵略されて戦ったほうがましだったと思う。時々、本当にそうだったらよかったのにと思う。しかし現実に起こったのは、極めて軽薄で低級な「キーストン・コップス」のようなクーデター劇だった。そしていま連邦政府を牛耳っているのは、歴史も地理もわからないお坊ちゃん学生と、それほど閉鎖的でもない『キリスト教徒』と呼ばれる白人至上主義者と、怖がりの精神病質者すなわちPP (psychopathic personalities) だ」と述べている。2003年のインタビュー冒頭で調子を尋ねられると彼は「高齢であることに夢中で、アメリカ人であることに夢中だ。それはそれとして、OKだ」と応えた。
『国のない男』で彼は「ジョージ・W・ブッシュは、彼の周囲に歴史も地理も全く知らないお坊ちゃん学生を集めた」と書いていた。彼は2004年の大統領選挙については全く楽観していなかった。ブッシュとジョン・ケリーについて彼は「どちらが勝ってもスカル・アンド・ボーンズの大統領になることに変わりはない。我々が土壌や水や大気を汚染してきたせいで、あらゆる脊椎動物が頭蓋骨（スカル）と骨（ボーンズ）だけになろうって時にだ」と述べている。
2005年、ヴォネガットはオーストラリアン紙によるデイヴィッド・ネイスンのインタビューを受けた。その中で最近のテロリストについて意見を求められ、「とても勇敢な人たちだと思う」と応えた。さらに訊かれるとヴォネガットは「彼ら（自爆テロ犯）は自尊心のために死ぬ。自尊心を誰かから奪うというのはひどいことだ。それはあなたの文化や民族や全てを否定されるようなものだ……信じるもののために死ぬことは甘美で立派なことだ」と答えた。最後の文はホラティウスの金言 "Dulce et decorum est pro patria mori"（お国のために死ぬのは甘美で適切だ）をもじったもので、ウィルフレッド・オーエンの Dulce Et Decorum Est における皮肉な引用が出典とも考えられる。ネイスンはヴォネガットのコメントに腹を立て、生きる希望をなくしテロリストを面白がっている老人だと決め付けた。ヴォネガットの息子マークはこの記事に対する反論をボストン・グローブ紙に書いた。すなわち父の「挑発的な姿勢」の背後にある理由を説明し、「まったく無防備な83歳の英語圏の人物が公の場で思っていることをそのまま言うと誤解し見くびるような解説者は、敵が何を考えているかも理解できていないのではないかと心配すべきだ」と記した。
2006年のローリング・ストーン誌のインタビュー記事には、「…彼（ヴォネガット）がイラク戦争のすべてを軽蔑することは驚くべきことではない。2500人を越えるアメリカ兵が、彼が不要な衝突と考えている状況の中で殺されているという事実は彼をうならせる。『正直なところ、ニクソンが大統領ならよかった』とヴォネガットは嘆く。『ブッシュはあまりにも無知だ』」とある。
ヴォネガットは常に反体制の立場だったが、アーティストが変化をもたらす力についても悲観的だった。「ベトナム戦争のとき」と2003年のあるインタビューで彼は言っている。「この国のすべてのまともなアーティストは戦争に反対だった。それはレーザービームのように一致し、みんな同じ方向を向いていた。しかしその力は6フィートの高さの脚立からカスタードパイを落とした程度だった」

## 宗教
ヴォネガットは「従来の宗教的信仰」に懐疑的だったドイツ自由思想の家系の出身である。曽祖父のクレメンス・ヴォネガットは Instruction in Morals と題した自由思想の本を書いたことがあり、自身の葬式については神の存在を否定し、死後の生を否定し、キリスト教の罪と救済の教義を否定した言葉を言い残していた。カート・ヴォネガットは『パームサンデー』の中で曽祖父の葬儀についての言葉を再現し、自由思想が「先祖代々の宗教」だとしているが、どうしてそれが自分に受け継がれたのかは謎だとしていた。
ヴォネガットは自身を懐疑論者、自由思想家、ヒューマニスト、UU教徒、不可知論者、無神論者などと様々に言い表している。超自然的なものは信じず、宗教の教義を「あまりにも独断的で明白に発明されたたわごと」だと考えており、人々が入信するのは寂しさが原因だと信じている。
ヴォネガットは自由思想の現代版がヒューマニズムだと見なしており、作品や発言やインタビューで事あるごとにヒューマニズムへの支持を表明している。Council for Secular Humanism の International Academy of Humanism に名誉ヒューマニストとして参加していた。1992年にはアメリカヒューマニスト協会によりヒューマニスト・オブ・ザ・イヤーに選ばれた。友人のアイザック・アシモフからアメリカヒューマニスト協会の名誉会長の座を引き継ぎ、亡くなるまでそれを務めた。AHA会員への手紙でヴォネガットは「私はヒューマニストであり、それはある意味で死後の賞罰を予想することなく上品にふるまおうとすることでもある」と書いている。
ヴォネガットは一時期ユニテリアン主義の一派ユニテリアン・ユニヴァーサリズムに入信していた。『パームサンデー』には、ヴォネガットがマサチューセッツ州ケンブリッジの First Parish Unitarian Church で行った説教（アメリカ合衆国にユニテリアン主義をもたらした William Ellery Channing に関するもの）が収録されている。1986年、ヴォネガットはニューヨーク州ロチェスターでユニテリアン・ユニヴァーサリズムの集会で講演し、その原稿が『死よりも悪い運命』に収録された。同書には、ニューヨーク州バッファローで行った「ミサ曲」も収録されている。ヴォネガットによれば、二度の大戦の間にアメリカ合衆国で自由思想や他のドイツ人の「宗教的狂信」の人気がなくなったとき、彼の自由思想の一族の多くがユニテリアンに改宗したという。ヴォネガットの両親はユニテリアン式の結婚をしており、彼の息子も一時期ユニテリアンの聖職者だったことがある。
ヴォネガットの宗教観は単純なものではない。イエス・キリストの神性を拒絶するにもかかわらず、イエスの祝福が彼のヒューマニズムの根本にあると信じている。彼は自分を不可知論者または無神論者だとしているが、同時に神についてよく語っている。「先祖代々の宗教」が自由思想、ヒューマニズム、不可知論だと説明し、ユニテリアン信者であるにも関わらず、自身を無宗教だとも言っている。アメリカヒューマニスト協会によるプレスリリースでは、彼を「完全な俗人」だとしていた。

## 出演経験
- アラン・メッターが監督した1986年の映画『バック・トゥ・スクール』（1986年）では本人役で出演した。
- また自分の作品を映画化した Mother Night と『ブレックファースト・オブ・チャンピオンズ』にもカメオ出演した。
- エンロンの広告に登場したことがある。
- 1 Giant Leap というバンドの2002年のDVDにゲスト出演し、音楽について語っている。
- 2006年8月、Second Life 内でインタビューを受け、The Infinite Mind というラジオ番組で放送された[49]。Second Life でのインタビューの模様は YouTube で公開されている。

## 作品

### 長編小説
長編小説はすべて日本語訳されたが、そのうちいくつかは現在品切・重版未定となっている。
- プレイヤー・ピアノ（Player Piano 1952年）、浅倉久志訳、ハヤカワ文庫SF、1975年、2005/01新装版、ISBN 978-4150115012
- タイタンの妖女（The Sirens of Titan 1959年）、浅倉久志訳、早川書房 (ハヤカワ・SF・シリーズ)、1972年、のち文庫。1973年度星雲賞（海外長編部門）
- 母なる夜（Mother Night 1961年）、池澤夏樹訳、白水社（『新しい世界の文学62』）、1973年、のち白水Uブックス、のち飛田茂雄訳でハヤカワ文庫SF、1987/01、ISBN 978-4150107000
- 猫のゆりかご（Cat's Cradle 1963年）伊藤典夫訳、早川書房 (ハヤカワ・ノヴェルズ)、1968年、のち文庫
- ローズウォーターさん、あなたに神のお恵みを（God Bless You, Mr. Rosewater, or Pearls Before Swine 1965年）『ローズウォーターさん、あなたに神のお恵みを : または、豚に真珠』として浅倉久志訳、早川書房 (ハヤカワ・ノヴェルズ)、1977年。のち改題して文庫
- スローターハウス5（Slaughterhouse-Five, or The Children's Crusade: A Duty-Dance With Death 1969年）『屠殺場5号』として伊藤典夫訳、早川書房(ハヤカワ・ノヴェルズ)、1973年。のち改題して文庫。
- チャンピオンたちの朝食（Breakfast of Champions, or Goodbye, Blue Monday 1973年）浅倉久志 訳 早川書房(海外SFノヴェルズ) 1984年。のち文庫
- スラップスティック（Slapstick, or Lonesome No More 1976年）『スラップスティック : または、もう孤独じゃない!』として浅倉久志訳、早川書房(ハヤカワ・ノヴェルズ)、1979年、のち改題して文庫
- ジェイルバード（Jailbird 1979年）浅倉久志 訳 早川書房(ハヤカワ・ノヴェルズ)、1981年、のち文庫
- デッドアイ・ディック（Deadeye Dick 1982年）浅倉久志訳 早川書房(ハヤカワ・ノヴェルズ) 1984年、のち文庫
- ガラパゴスの箱舟（Galápagos 1985年）浅倉久志訳 早川書房 1986年(ハヤカワ・ノヴェルズ)、のち文庫
- 青ひげ（Bluebeard 1987年）浅倉久志訳 早川書房 1989年(ハヤカワ・ノヴェルズ)、のち文庫
- ホーカス・ポーカス（Hocus Pocus 1990年）浅倉久志訳 早川書房(ハヤカワ・ノヴェルズ) 1992年、のち文庫
- タイムクエイク（Timequake 1997年）『タイムクエイク : 時震』として浅倉久志訳 早川書房 1998年、のち改題して文庫

### 短編集
いずれも初期の短編を収録している。
- Canary in a Cathouse（1961年）、収められた短編の大半は『モンキーハウスにようこそ』に再録。
- モンキーハウスへようこそ（Welcome to the Monkey House 1968年）伊藤典夫、吉田誠一、浅倉久志、他訳、早川書房 (ハヤカワ・ノヴェルズ)、1983年。のち文庫（文庫化時に2巻）
- バゴンボの嗅ぎタバコ入れ（Bagombo Snuff Box 1999年）浅倉久志, 伊藤典夫訳 早川書房 2000年、のち文庫
- はい、チーズ（Look at the Birdie 2009年）大森望訳、河出書房新社、2014年　のち文庫
- 人みな眠りて（Mortals Sleep 2011年）大森望訳、河出書房新社、2017年　のち文庫
- Complete Stories  2017年 全短編。日本版は4分冊で刊行中。
  - カート・ヴォネガット全短篇 1 バターより銃 大森望 (監修、共訳)、早川書房 2018年
  - カート・ヴォネガット全短篇 2 バーンハウス効果に関する報告書 大森望 (監修、共訳)、早川書房、2018年
  - カート・ヴォネガット全短篇 3 夢の家　大森望（監修・共訳）早川書房、2019年
  - カート・ヴォネガット全短篇 4 明日も明日もその明日も 大森望（監修・共訳）早川書房、2019年

### エッセイなど
- ヴォネガット、大いに語る（Wampeters, Foma and Granfalloons 1974年）飛田茂雄訳、サンリオ文庫、1984年。のちハヤカワ文庫
- パームサンデー―自伝的コラージュ―（Palm Sunday, An Autobiographical Collage 1981年）飛田茂雄訳、早川書房(ハヤカワ・ノヴェルズ) 1984年。のち文庫
- 死よりも悪い運命（Fates Worse than Death 1991年）浅倉久志訳 早川書房(ハヤカワ・ノヴェルズ) 1993年、のち文庫
- God Bless You, Dr. Kevorkian（1999年）、新潮社の小説誌「yom yom」創刊号（2006年）に一部訳が掲載
- 国のない男（A Man Without a Country 2005年）、金原瑞人訳、日本放送出版協会、2007年7月25日、ISBN 978-4140812518　のち中公文庫
- 追憶のハルマゲドン（Armageddon in Retrospect 2008年）浅倉久志訳、早川書房 2008年
- これで駄目なら 若い君たちへ――卒業式講演集（If This Isn't Nice, What Is?: Advice to the Young-The Graduation Speeches 2014年）円城塔訳　2016年

### 戯曲
- さよならハッピー・バースデイ（Happy Birthday, Wanda June 1970年）浅倉久志訳、晶文社、1986年
- Make Up Your Mind 1993年
- Miss Temptation 1993年
- 兵士の物語（L'Histoire du Soldat 1993年）

### 絵本
- アイヴァン・チャマイエフ絵『お日さま お月さま お星さま』 （Sun, Moon, Star 1980年）浅倉久志訳、国書刊行会、2009年

## 映像化作品
- Happy Birthday, Wanda June（監督マーク・ロブソン 1971年）
- スローターハウス5（監督ジョージ・ロイ・ヒル 1972年）
1972年カンヌ国際映画祭審査員賞、1973年ヒューゴー賞Dramatic Presentation部門受賞。
- ジェリー・ルイスの双子の鶏フン大騒動（監督スティーヴン・ポール、主演ジェリー・ルイス 1983年）
『スラップスティック』を映画化。
- マザーナイト（監督キース・ゴードン、主演ニック・ノルティ 1996年）
『母なる夜』を映画化。カートも出演。
- ブレックファースト・オブ・チャンピオンズ（監督アラン・ルドルフ、主演ブルース・ウィリス 1998年）
『チャンピオンたちの朝食』を映画化。

## 関連文献
- 『吾が魂のイロニー カート・ヴォネガットJr.の研究読本』（1984年 北宋社）
- 『現代作家ガイド6 カート・ヴォネガット』巽孝之監修（2012年 彩流社）